# Leo the Leopard
Leo the Leopard är den svenske popartisten Harpos debutalbum, utgivet 1974 på skivbolaget EMI (skivnummer 4E 062-35125). Det har inte utkommit på CD.
Skivan möjliggjordes efter att Harpo 1973 träffat musikproducenten Micke Most i London och gett denne en demokassett med tre låtar. Most gillade vad han hörde och erbjöd Harpo ett treårskontrakt. Väl tillbaka i Sverige kontaktade Harpo producenten Bengt Palmers som tackade ja till att producera skivan.
Albumet spelades in i EMI Studios i Stockholm. Palmers spelade en rad olika instrument på skivan och utöver honom medverkade bland andra Mike Watson (bas), Roger Palm (trummor) och Kjell Öhman (piano, orgel). Ted Gärdestad medverkade också med bakgrundssång. Björn Norén var ljudtekniker och omslagsfotot, där Harpo syns halvnaken bland blad, togs av Stickan Forsberg.
Albumet är en av titlarna i boken Tusen svenska klassiker (2009).

## Låtlista
Där inte annat anges är låtarna skrivna av Harpo.
Sida A
1. "The World Is a Circus" – 3:41
2. "Teddy Love" – 3:27 (Harpo, Bengt Palmers)
3. "Long Lonely Summer" – 3:40
4. "Baby Boomerang" – 3:07 (Harpo, Palmers)
5. "I Don't Know Why" – 2:54
6. "Sayonara" – 3:44 (Harpo, Palmers)

Sida B
1. "Leoverture" – 1:32 (Harpo, Palmers)
2. "Medicine-Man (Banana Shake)" – 3:20
3. "Out in the Jungle" – 2:39
4. "John's Café with a Blue Star" – 1:11
5. "Big Little Elephant" – 1:43
6. "I'm Running (in the City)" – 1:58
7. "Sunset Boulevard #1" – 1:04
8. "Kangaroo" – 2:28
9. "Sunset Boulevard #2" – 0:20
10. "Help Me Mama (I'm in Love with a Lama)" – 3:15
11. "Leopilog" – 0:41

## Medverkande
- "Annica" – bakgrundssång
- Hans Breitholtz – clavinet, flygel
- Ola Brunkert – trummor
- Stickan Forsberg – omslagsfoto
- Rutger Gunnarsson – elbas
- Ted Gärdestad – bakgrundssång
- Harpo – munspel, effekter, sång
- Harpo Banana Band – bakgrundssång
- Roland Hermin – elbas
- Ahmadu Jarr – congas
- "Kerstin" – bakgrundssång
- Jan Kling – tenorsaxofon, basklarinett, klarinett
- Björn Linder – gitarr
- Björn Norén – ljudtekniker
- Roger Palm – trummor
- Bengt Palmers – akustisk gitarr, elgitarr, elbas, piano, vibrafon, mandolin, mellotron, arrangemang, producent
- Billy Pralin – arti director
- Erik Romantschicz – trummor
- Finn Sjöberg – gitarr
- Mike Watson – elbas
- Kjell Öhman – elpiano, orgel

### Fotnoter
1. 1 2  ”Leo the Leopard”. Discogs.com. http://www.discogs.com/Harpo-Leo-The-Leopard/release/2392577. Läst 1 februari 2013.
2. 1 2  Gradvall et al 2009, #400